# Douglas Holding
Douglas Holding AG est une entreprise allemande, ayant son siège à Hagen (Rhénanie-du-Nord-Westphalie).
L'enseigne principale de l'entreprise est la chaîne de parfumeries Douglas possédant au 30 septembre 2022, 1 837 points de vente dans 26 pays.

## Histoire

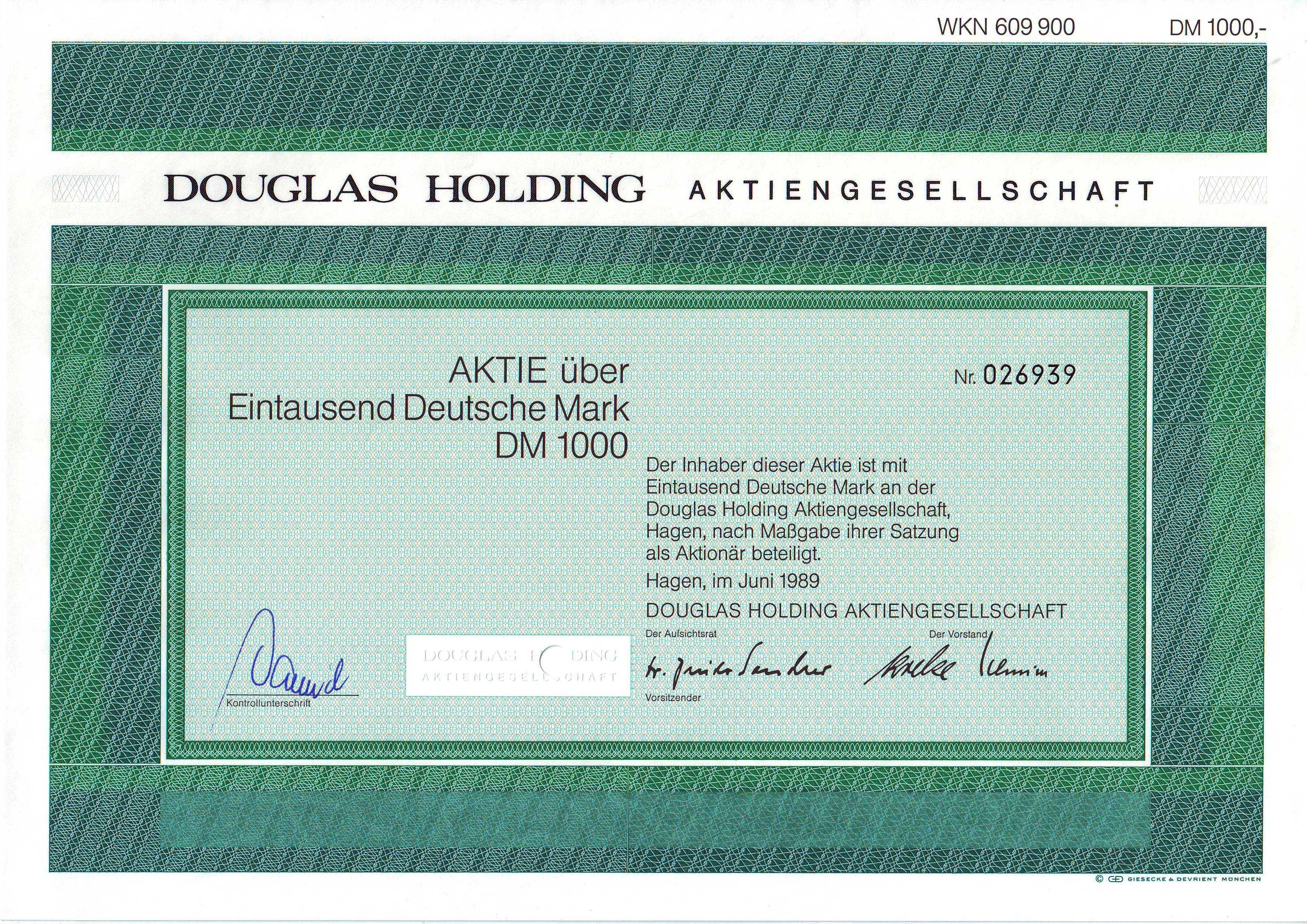
Action de la Douglas Holding AG en date du juin 1989.

En 1821, John Sharp Douglas, un immigré irlandais, fonde une fabrique de savons à Hambourg, nommée J.S. Douglas Söhne. En 1910, la première parfumerie Douglas ouvre ses portes à Hambourg.
En février 2014, le Douglas Holding acquiert avec son enseigne Douglas la chaîne de distribution française Nocibé pour un montant inconnu. Douglas devient un second distributeur de parfum derrière Sephora, avec 625 boutiques.